# Etiqueta en blanco

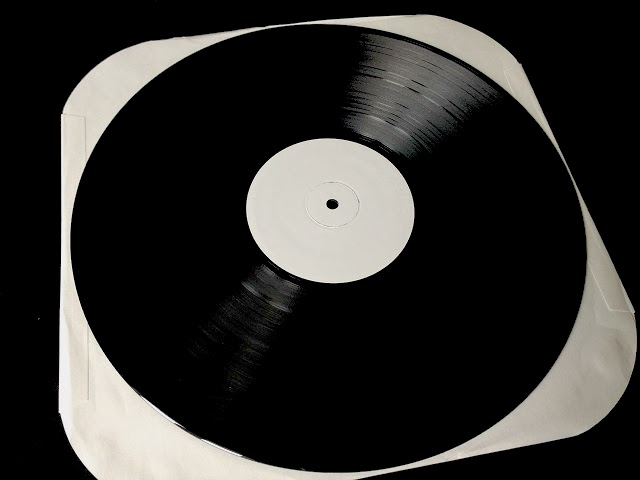
Un vinilo de 12" de promoción con etiqueta en blanco

Un disco con etiqueta en blanco (white label en inglés) es un registro fonográfico cuya zona central está recubierta por un círculo de papel de color blanco, con un mínimo de inscripciones o incluso sin ellas. Existen diversas variaciones, cada una con un propósito diferente, como impresiones de prueba, promociones y simples etiquetas en blanco.
Los ejemplares de prueba, generalmente llevan escrito en la etiqueta el rótulo "prensado de prueba", con número de catálogo, artista y fecha u hora de grabación, siendo los primeros discos de vinilo de cada serie prensados en la fábrica. Dichos discos se producen en cantidades muy pequeñas (generalmente no más de 5 o 6 copias) con el fin de evaluar la calidad del disco antes de que comience la producción en masa. Una revisión del prensado de prueba puede revelar problemas con la transferencia de cinta a disco (masterizado) y ayuda a garantizar que los discos defectuosos no lleguen al público.
En los EE. UU., el término tradicional promoción de etiqueta blanca (a menudo abreviado como WLP) se refiere a una impresión promocional con una etiqueta que tiene principalmente el mismo texto y el mismo logotipo o imagen que la etiqueta comercial, pero con un fondo de color blanco en su lugar.
Los sellos discográficos más grandes produjeron grabaciones promocionales de etiqueta blanca normal en grandes cantidades, que a menudo contenían una biografía de la banda, para repartir como discos de demostración ("demos") a los distribuidores de música y estaciones de radio con el fin de evaluar la opinión de los consumidores.
Hoy en día, los discos con etiquetas blancas se utilizan comúnmente para promover nuevos artistas o próximos álbumes de artistas veteranos. En algunos casos, se emiten etiquetas blancas para ocultar las identidades de los artistas (ejemplos de esto incluyen canciones de Traci Lords y La Toya Jackson, cuyas compañías discográficas emitieron discos con etiquetas blancas para que los DJs no tuvieran nociones preconcebidas sobre la música con solo ver quién era el artista). Muchos productores de música de baile imprimen copias de etiquetas blancas para probar la respuesta del público en los clubes de baile.

## Uso de etiquetas blancas en música house y hip hop
Hoy en día, los sellos blancos se producen generalmente en pequeñas cantidades (menos de 300) por pequeñas compañías discográficas o disc-jockeys y son más populares entre los pinchadiscos de música house y hip-hop. A principios de la década de 1990, los artistas del hardcore techno y house creaban pistas en estudios domésticos o locales y encargaban entre quinientos y algunos miles de sencillos de 12" impresos con etiquetas blancas, que eran fáciles de vender en las tiendas de discos de música dance.
Steve Beckett de Warp Records recuerda que "las tiendas podían quedarse con cincuenta discos de etiqueta blanca por cinco libras cada uno, sin problemas. La música dance era pura importación, aunque luego la gente en Gran Bretaña comenzó a hacerla por sí misma, y sus pistas empezaron a mejorar las melodías procedentes de America". Los sellos discográficos como Warp y Shut Up and Dance se iniciaron como empresas de marca blanca, que proporcionaban música dance de vanguardia a estaciones de radio piratas y tiendas de música.

## Derechos y licencias
Muchas discos con etiquetas blancas contienen remezclas no autorizados o pistas que aún no tienen licencia o no han sido lanzadas (también llamadas "bootlegs" o piratas). Las etiquetas blancas también se denominan "promos" (abreviatura de "copias promocionales") que muchos DJ de renombre reciben y reproducen semanas o meses antes del día de lanzamiento general al público. Como los artistas que usan mezclas pagan altas tarifas por el privilegio de hacerlo, deben poder medir el potencial de mercado de sus pistas antes de la aprobación. Recientemente, los servicios de promoción más pequeños ofrecen a las compañías discográficas un medio de distribución más económico, aunque es posible que estas compañías no tengan los medios necesarios para proteger adecuadamente las emisiones de copias ilegales.
La industria misma parece ser consciente de esta necesidad y las etiquetas blancas son comúnmente aceptadas como un mal necesario dentro de la industria, que solo ha procesado a un pequeño número de esos artistas utilizando copias de mezclas y composiciones sin borrar.